# Federação de Voleibol das Ilhas Cayman
A Federação de Voleibol das Ilhas Cayman  (em inglesːCayman Islands Volleyball Federation,CIVF) é  uma organização fundada em 1976 que governa a pratica de voleibol nas Ilhas Caymans,sendo membro da Federação Internacional de Voleibol, a entidade é responsável por  organizar  os campeonatos nacionais de  voleibol masculino e feminino no país.